# Azerbajdžanska književnost
Azerbajdžanska književnost (azerski: Azərbaycan ədəbiyyatı) odnosi se na književnost na azerskom jeziku, koji je trenutno službeni jezik u Republici Azerbajdžanu i prvi je jezik većine ljudi u iranskoj regiji Iranskom Azerbajdžanu. 
Iako većina Azera živi u Iranu, moderna azerska književnost većinom nastaje u Azerbajdžanu, gdje jezik ima status službenog. Tri pisma se koriste za pisanje: latinica, arapsko pismo i ćirilica. 
Prvi primjeri azerske književnosti potječu iz oko 1200. godine, nakon mongolskog osvajanja i pisani su arapskim pismom. Nizami Gandžavi rođen je u Gandži, u današnjem Azerbajdžanu, gdje je živio do svoje smrti. Smatra se najvećim romantičnim epskim pjesnikom u perzijskoj književnosti, koji je unio kolokvijalni i realistički stil u perzijski ep. Njegovo nasljeđe nadaleko je cijenjeno i dijele ga: Afganistan, Azerbajdžan, Iran, regija Kurdistan i Tadžikistan, koji ga slave kao svog nacionalnog pjesnika.
Nekoliko velikih autora pomogli su, da se razvije azerbajđanska književnost između 1300. i 1600. godine, također i pjesništvo. 
Vrhunac stvaralaštva pjesnik Fuzulija i klasično djelo azerbajdžanske književnosti predstavlja poema „Lejli i Medžnun”, po kojoj je U. Hadžibekov 1908. skladao prvu azerbajdžansku operu.
Pred kraj 19. stoljeća, novine su počele objavljivati popularna književna djela. Tiskanje knjiga azerske književnosti bilo je zabranjeno u Perziji za vladavine Reza-šah Pahlavija (1925. – 1941.) i u Sovjetskom Azerbajdžanu za vrijeme Staljina i njegovoga "Crvenoga terora" kada je progonjeno na tisuće azerskih pisaca, novinara, profesora, intelektualaca i drugih, a rezultiralo je promjenom od azerbajdžanske abecede na ćirilicu.
Moderna azerbajdžanska književnost nastaje isključivo u Azerbajdžanu, makar puno Azera živi i u Iranu.